# Barkmjölmussling
Barkmjölmussling (Clitopilus daamsii) är en svampart som beskrevs av Noordel. 1984. Barkmjölmussling ingår i släktet Clitopilus och familjen Entolomataceae.  Arten är reproducerande i Sverige. Inga underarter finns listade i Catalogue of Life.